# شهرستان سیسکیو (کالیفرنیا)
شهرستان سیسکیو شهرستانی واقع در شمالی‌ترین نقطهٔ ایالت کالیفرنیا در آمریکا می‌باشد. بخشداری این شهرستان وایریکا می‌باشد. این شهرستان بدلیل داشتن زیبایی‌های طبیعی و تاریخ دوران جویندگان طلا یکی از مناطق توریستی مهم در ایالت می‌باشد.